# Parc Natural de Mondragó
El Parc Natural de Mondragó es troba al sud-est de l'illa de Mallorca, al municipi de Santanyí. Amb una formació de penya-segats i vegetació de pi, garriga i cultiu tradicional és un dels parcs més visitats de l'illa.
Va ser declarat Parc Natural el 1992. També és Àrea Natural d'Especial Interès (ANEI) i forma part de la Xarxa Natura 2000 com a Zona d'especial protecció per a les aus (ZEPA) i Lloc d'Importància Comunitària. Té una superfície total de 765 hectàrees de les quals 95 són propietat pública i les 690 restants són privades. El punt més elevat té una alçada de 57 metres.
A més del valor ecològic, Mondragó és interessant des del punt de vista etnològic. Des de ben antic, bona part del Parc s'ha dedicat a l'agricultura de secà, i a la ramaderia, principalment ovina. Ho testimonien molt bé les barraques de roter (que podien ésser "de bigues" o "de curucull"), les quals eren construccions de pedra seca que s'utilitzaven com a habitació, magatzem, i/o per tenir-hi els animals; altres elements etnològics són les parets de pedra seca, els forns de calç, les sínies, etc.

## Clima
El clima, com a la resta de Mallorca, és de tipus mediterrani amb unes temperatures temperades i un règim de pluges estacional. A Mondragó la temperatura mitjana anual se situa sobre els 19,5 °C, mentre que la pluviositat mitjana anual està sobre els 450mm, cosa que indica que es tracta d'un clima mediterrani semiàrid. Aquesta pluviositat se distribueix de forma desigual al llarg de l'any, de tal manera que a la tardor plou devers el 40% de les precipitacions anual, a la primavera i a l'hivern entorn al 25% respectivament, i a l'estiu sobre el 10% restant. La pluviositat també es caracteritza per la seva irregularitat, poguent variar molt d'un any a l'altre, havent períodes de sequera, i d'altre de pluviositat extrema en dies concrets.
Respecte al vent cal remarcar el règim de brises marines de component sud (l'embat), que s'aixequen al migdia durant els estius com a conseqüència de la diferència de les temperatures que hi ha entre l'aigua de la mar i la terra.

## Geologia i geomorfologia
Mondragó es troba geogràficament a les Marines de Llevant. Es tracta d'una plataforma que es va originar al Miocè Superior, fa uns 6 milions d'anys, a partir de la sedimentació de materials en diferents condicions ambientals. Aquests materials es troben, per la seva part, per damunt d'altres anteriors que es varen originar durant l'orogènia alpina i que formen les Serres de Llevant.
Durant aquest període, conegut amb el nom de Messiànic, a Mallorca hi havia un clima tropical i es trobava parcialment inundada per una mar somera d'aigües càlides on hi havia fonamentalment esculls coral·lins. És doncs, en aquests ambients on es varen dipositar els diferents materials en funció dels diferents medis sedimentaris condicionats per les successives pujades i baixades del nivell del mar.
Finalment, damunt d'aquestes roques, durant el Quaternari, es varen dipositar altres sediments, tant d'origen marí com terrestre.
D'aquesta manera, a Mondragó podem trobar roques originades durant el Miocè superior (en concret durant el Messiànic), i altres originades durant el Quaternari
- Les roques originades durant el Messinià es subdivideixen en dues unitats: La Unitat Arrecifal i la Unitat de Calcàries de Santanyí

La Unitat Arrecifal es pot veure a la part baixa dels penya-segats. Es va formar a partir de l'acumulació d'organismes d'esquelet calcari, tals com corals, algues rodofícies, serpúlids, etc.
La Unitat de Calcàries de Santanyí se situa per damunt de la Unitat Arrecifal i, al seu torn, està formada per quatre complexos, que són els següents: Complex de Manglar, Unitat Estromatolítica Inferior, Unitat Oolítica, i la Unitat Estromatolítica Superior. En general es tracta de roques formades a partir de l'activitat d'organísmes marins, fonamentalment de políquets i cianobactèries. De les Calcàries de Santanyí es treu la Pedra de Santanyí, que ha estat molt utilitzada i és molt apreciada per la construcció i la escultura.
- Les roques formades durant el Quaternari corresponen a sediments d'origen marí que, en el cas de Mondragó, les trobam a la costa. Són roques arenisques (formades per arena), que ens indiquen que eren antigues platges o dunes. Aquestes roques les coneixem amb el nom popular de Marès i són utilitzades actualment i des de ben antic en la construcció. Testimoni d'aquesta utilització són les pedreres antigues que es troben al Cap des Moro i a l'Estret del Temps.

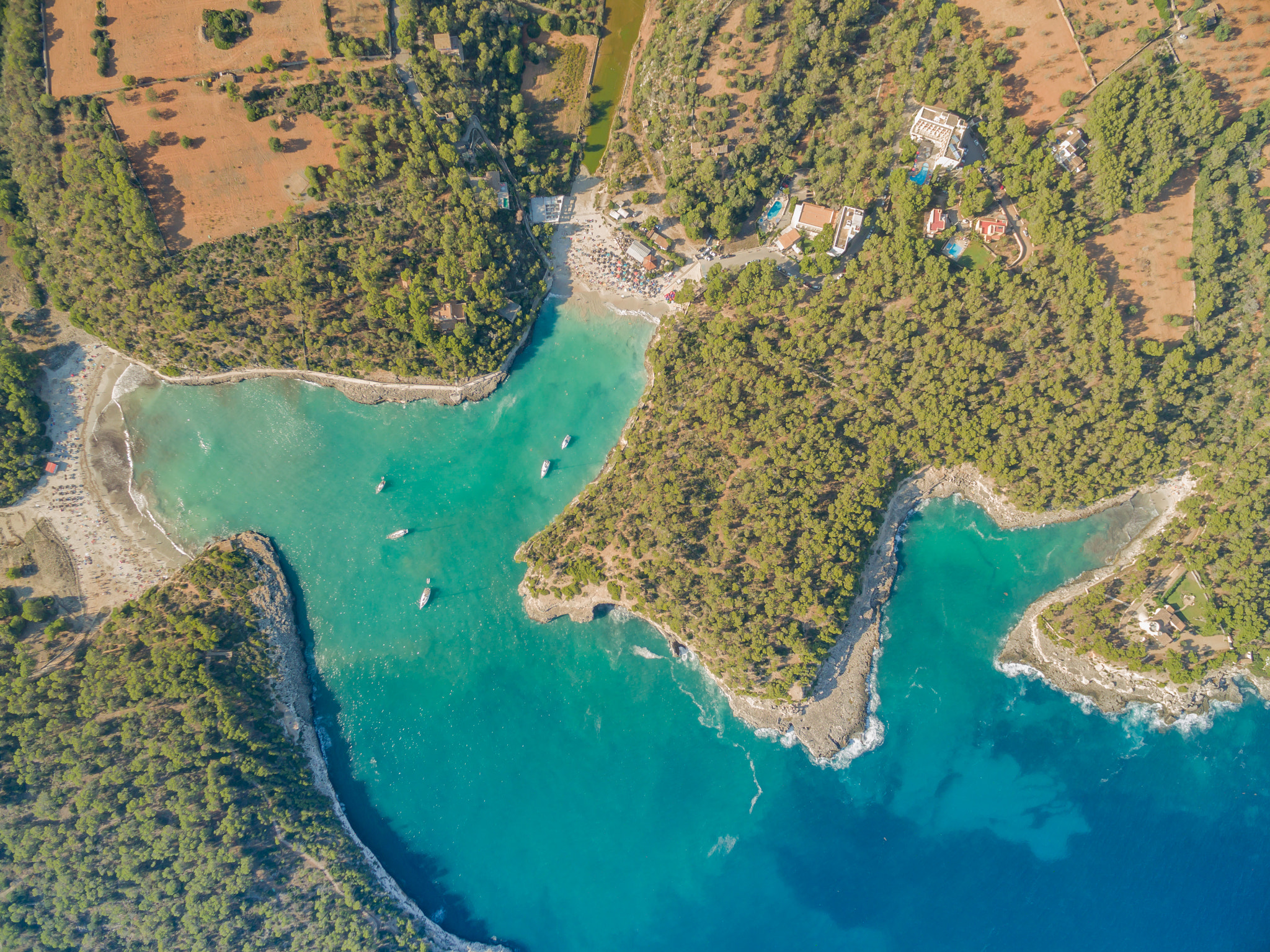
Platges i cales principals del Parc Natural

### Geomorfologia
Les cales del Llevant tenen una morfologia característica, ja que són més llargues que estretes i s'orienten al gual que el torrents i la línia de costa, en direcció Nord-oest Sud-est i Nord-est Sud-oest.
La causa d'aquesta morfologia es pot deure a tres factors: a les fractures de les roques ja que tenen aquesta orientació; a la composició calcària de les roques; i a l'acció dissolvent de l'aigua de pluja quan es va filtrant per les fractures. Tot això té com a resultat la formació de valls torrencials llargs i estrets o barrancs, la desembocadura dels quals és envaïda per la mar, creant d'aquesta manera cales com la de Mondragó.

## Fauna
Al parc hi ha una gran varietat d'ocells. Se n'hi han catalogat prop d'un centenar d'espècies, moltes d'aquestes aus migratòries i pròpies de zones humides.
Al parc s'hi poden trobar corbs marins o gavines,entre les aus marines. Altres aus representatives són la tórtora eurasiàtica, el falcia pàl·lida, el busqueret de cap negre i el puput. Entre els rapinyaires hi destaquen el falcó (Falco peregrinus), la milana (Milvus milvus), l'esparver (Aquila pennata) i l'àguila peixatera (Pandion haliaetus).
Pel que fa a mamífers podem destacar: l'eriçó, la rata cellarda, la mostela, el mart i la geneta. A les basses i estanys hi ha la colobra d'aigua (Natrix maura) i el calàpet (Bufotes balearicus).
També s'hi han trobat alguns escarabats de la família dels tenebriònids endèmics de les Illes Balears. Entre els rèptils destaca la tortuga de terra, però també podem trobar altres espècies com el dragó (Tarentola mauritanica), i la serp de garriga (Macroprotodon mauritanicus).

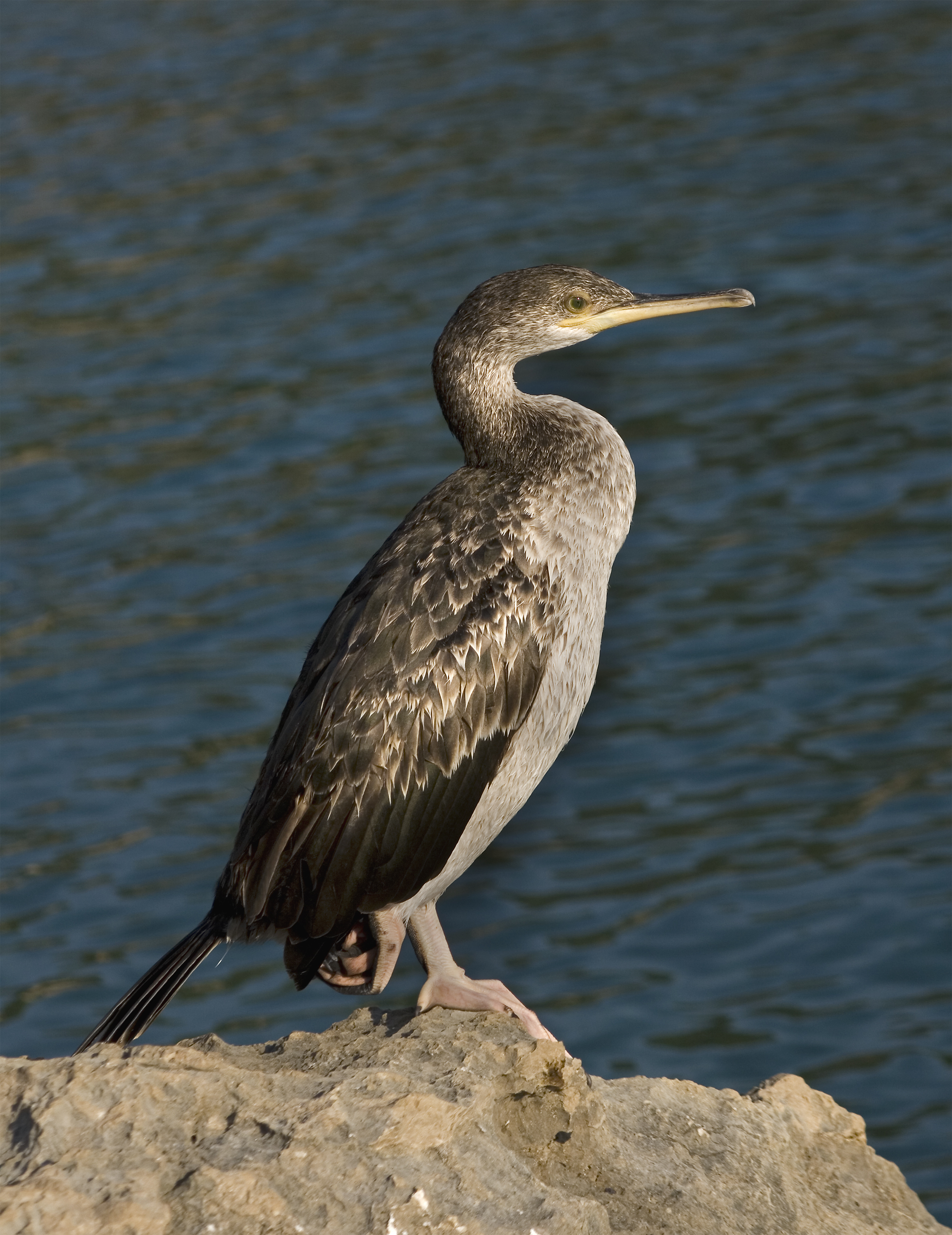
Corb marí (Phalacrocorax aristotelis)
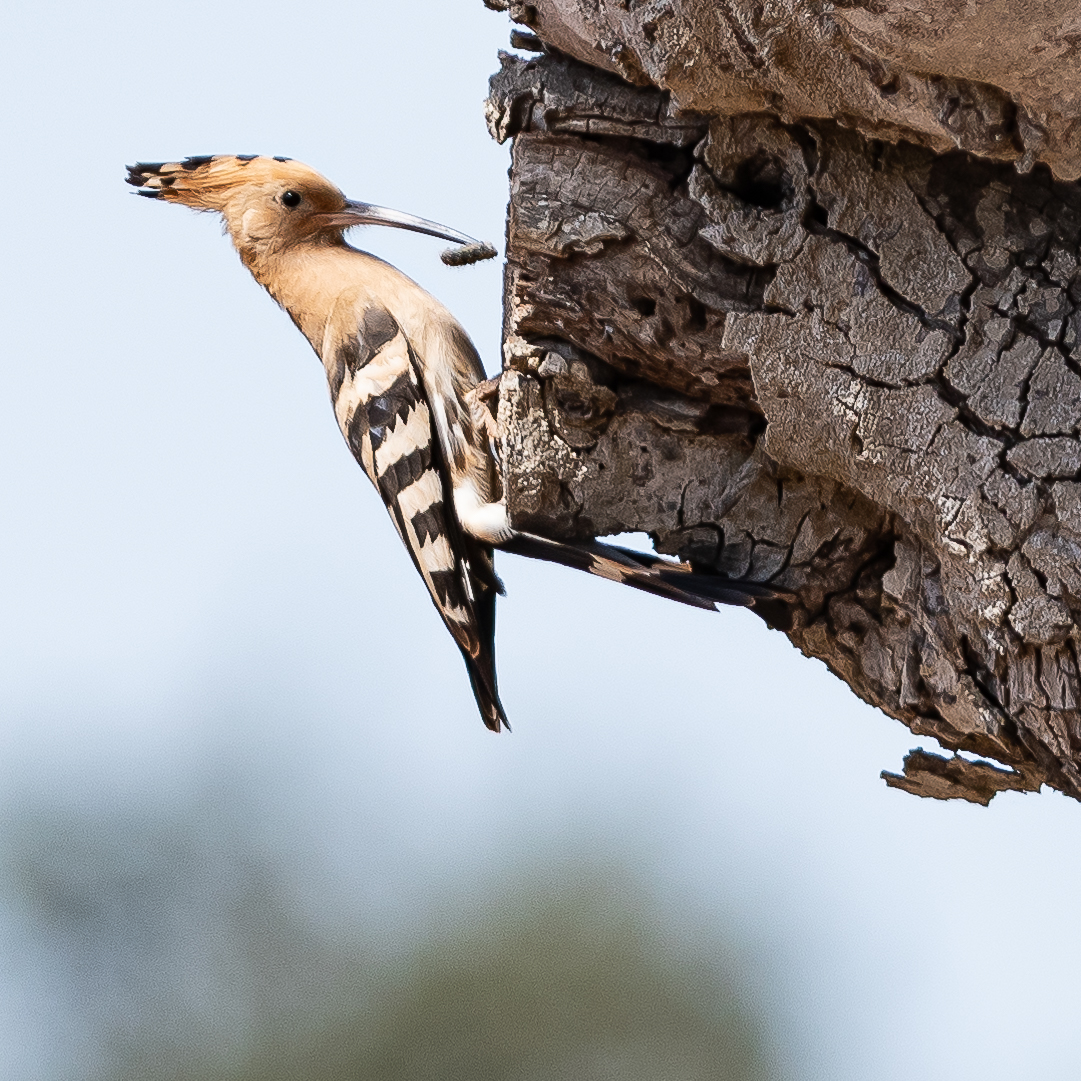
Puput al Parc Natural
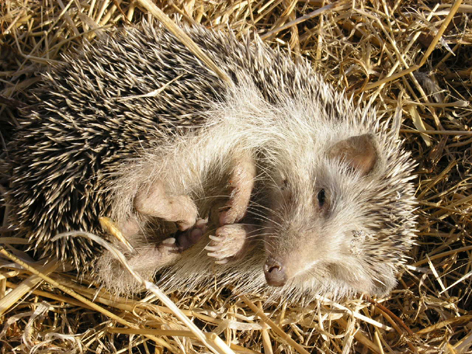
Atelerix algirus, l'espècie d'eriçó que habita a Balears
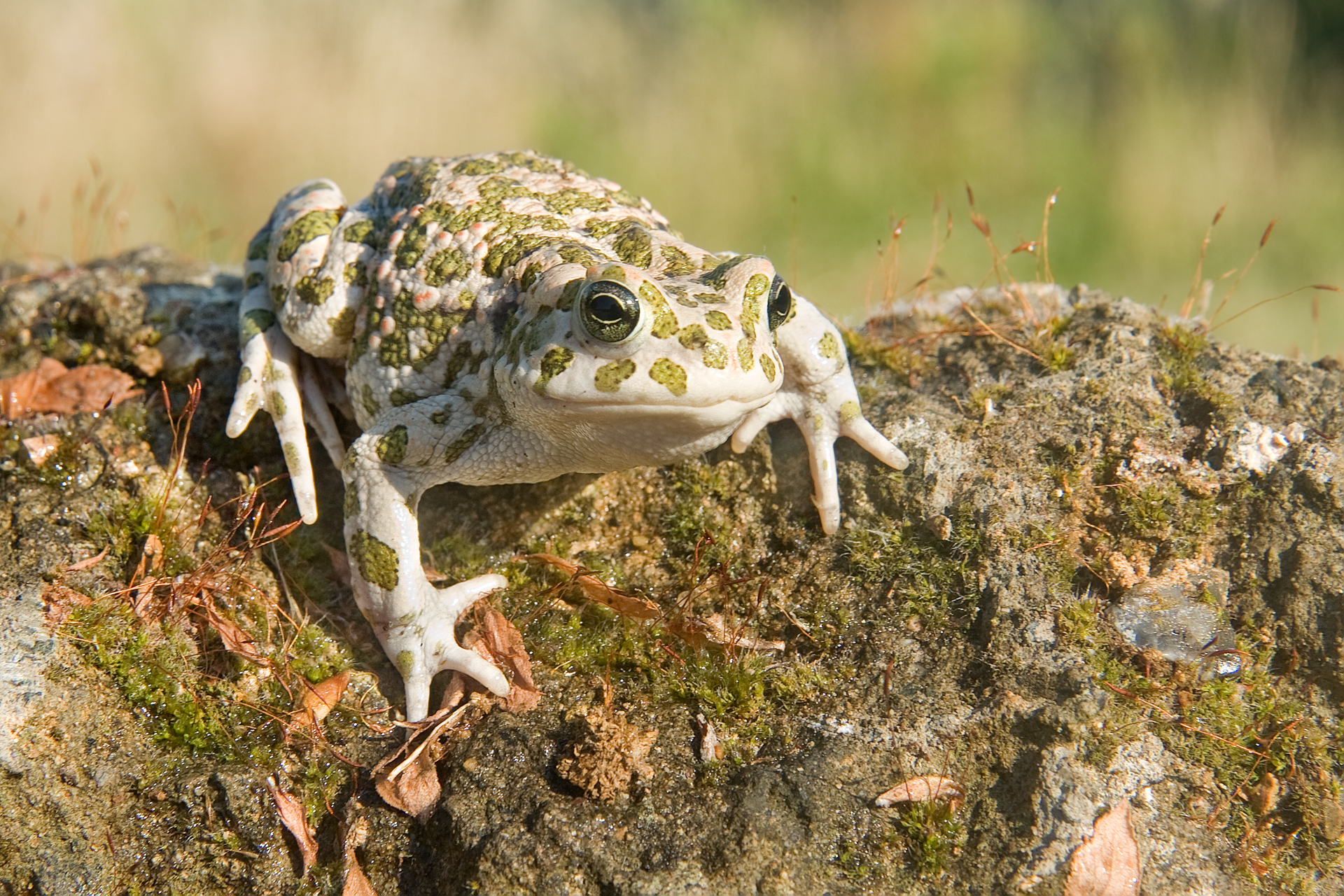
El calàpet cria a les basses temporals del Parc Natural
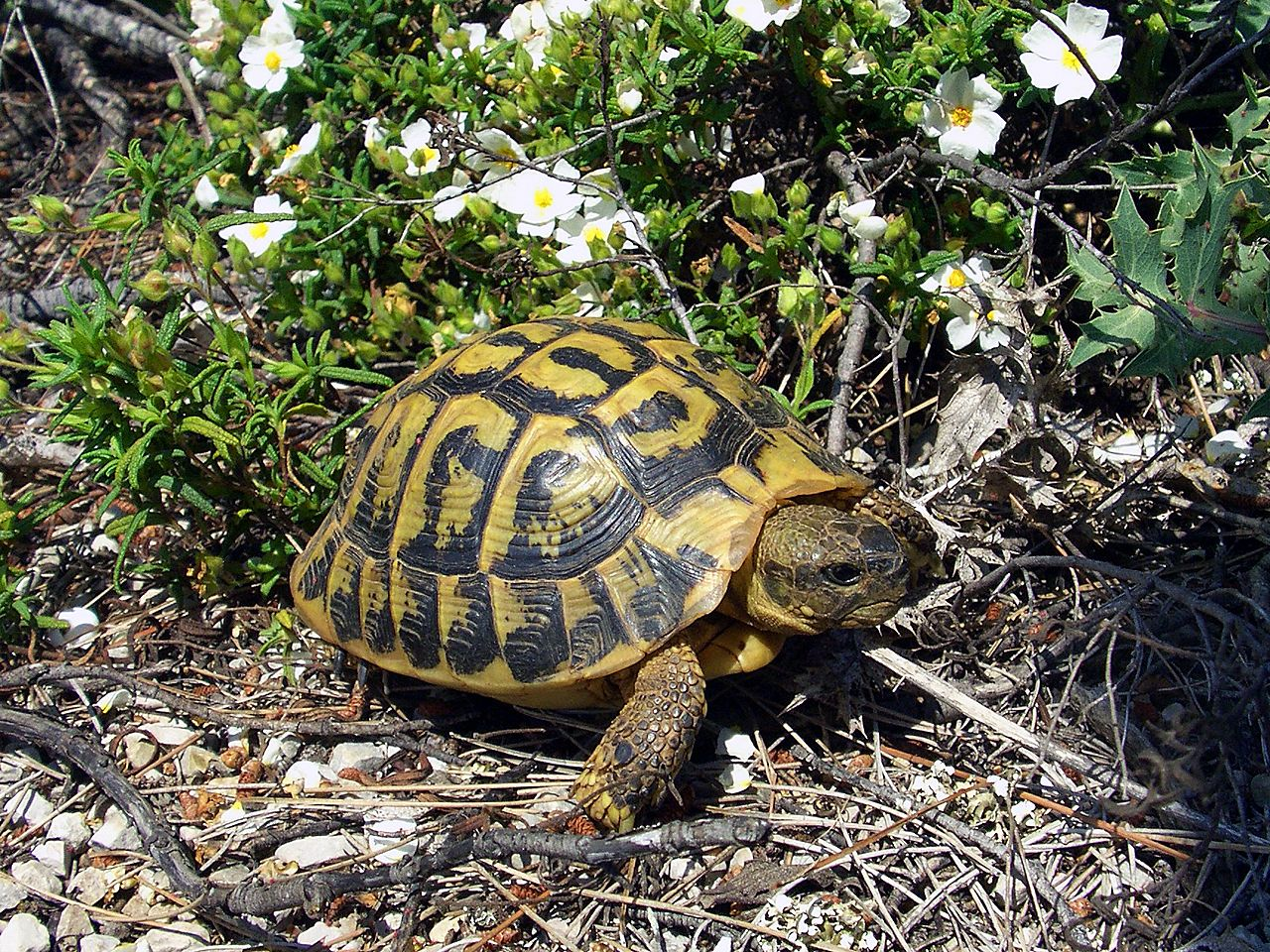
Tortuga mediterrània (Testudo hermanni).
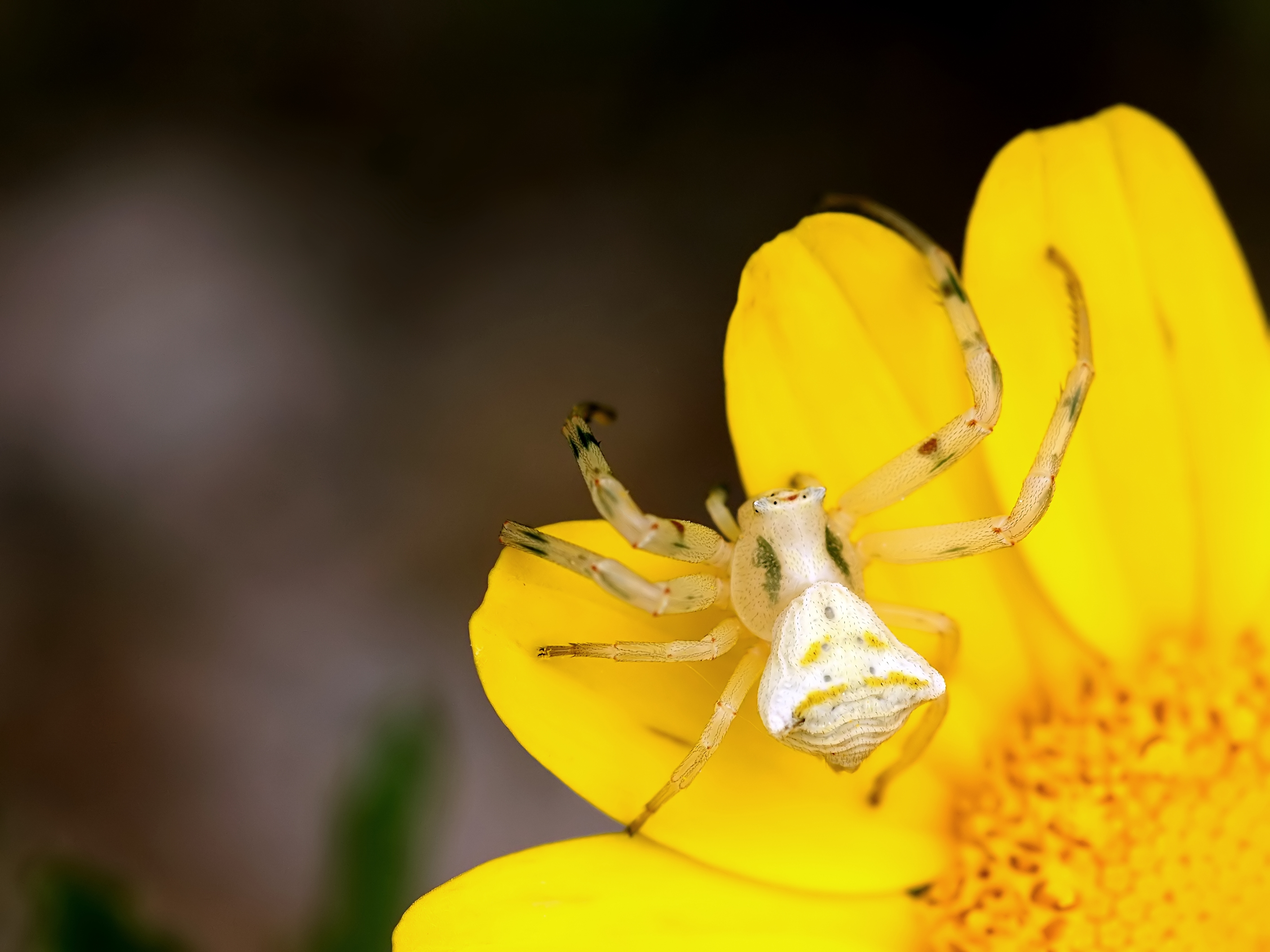
Thomisus onustus al Parc Natural

## Vegetació
En el context d'un clima semiàrid al Parc Natural de Mondragó podem trobar un mosaic de diferents comunitats vegetals als diferents ambients, com ara torrents, platges i alzinars. A la costa hi ha barrancs i a les platges petits sistemes de dunes, així com penya-segats i zones humides.
Aquests són els diferents paisatges que es poden trobar al parc: 
- La garriga: és la vegetació dominat al parc, la qual es caracteritza per la presència de diferents arbusts, entre els quals cal mencionar el romaní (Rosmarinus officinalis), la garlanda (Lavadula dentata), el llentiscle (Pistacia lentiscus), les estepes (Cistus monspeliensis, Cistus albidus), el xiprell (Erica multiflora). Entre els arbres que hi formen part trobam l'ullastre (Olea europaea var. sylvestris) i a les marines més litorals la savina (Juniperus phoenicea).

- Les zones humides: als estanys que es formen darrera de les platges podem trobar unes vegetacions pròpies d'aquests ambients. A l'estany de ses fonts de n'Alis trobam una vegetació més pròpia d'ambients salobres on la sal imposa les seves condicions. Aquí trobam el jonc (Juncus acutus), la sossa grossa (Salicornia fruticosa) les saladines (Limonium virgatum) i el tamarell (Tamarix sp.). Al estany de s'Amarador però trobam una vegetació més infuenciada per l'aigua dolça on podrem veure el canyet (Phragmites australis) L'herbassar (Ruppia marina) es troba en les aigües dels estanys de s'Amarador i de sa Font de n'Alis.

- L'alzinar: Als fons dels barrancs i les zones amb substrat més fons hi ha restes d'alzinar. Aquest tipus de bosc està molt fraccionat actualment i gairebé sempre s'arracona en torrents o paratges protegits i un poc humits. S'hi troben espècies tals com la mateixa alzina (Quercus ilex), la mare-selva (Lonicera implexa) i el cirerer de Betlem (Ruscus aculeatus).
- La vegetació dunar: la trobam majoritàriament a la platja de s'Amarador, on es poden observar algunes espècies pròpies dels llocs sorrencs, com el card marí (Eryngium maritimum), el lliri de mar (Pancratium maritimum) i el jull de platja (Elymus farctus). A la platja del Calò den Garrot aquesta vegetació es troba molt malmesa degut al constant trànsit de vehicles.
- La vegetació de costa rocosa: a les costes rocoses trobam una vegetació molt interessant degut a la seva especialització a condicions ambientals extremes, tals com són la sal marina, els forts vents i la manca d'un substrat on arrelar. És en aquest ambient on trobam espècies tals com el fonoll marí (Crithnum maritimum), les saladines (Limonium minutum) i l'eriçó (Launaea cervicornis) endèmica de les Illes Balears.
- La vegetació dels camps de cultiu: Als camps de conreu de secà podem trobar una vegetació influenciada per les activitats humanes, però no per això menys interessants, en la qual hi podem trobar espècies herbàcies tals com les roselles (Papaver rhoeas), la ravenissa comuna (Diplotaxis ericoides), el boixac (Calendula arvensis), a més dels arbres com l'ametller (Prunus dulcis), el garrover (Ceratonia siliqua) i la figuera (Ficus carica) que vertebren el paisatge del parc.

## Flora
Cal remarcar les orquídies silvestres. Així depenent de l'època de l'any podem trobar la mosca grossa (Barlia robertiana), la barretet (Anacamptis pyramidalis), les mosques negres (Ophrys fusca i O. dyris) les abelleres banyudes (Orchis longicornu) i la orquídia de tardor (Spiranthes spiralis). També hi és el borinot (Ophrys balearica) que és un endemisme balear.

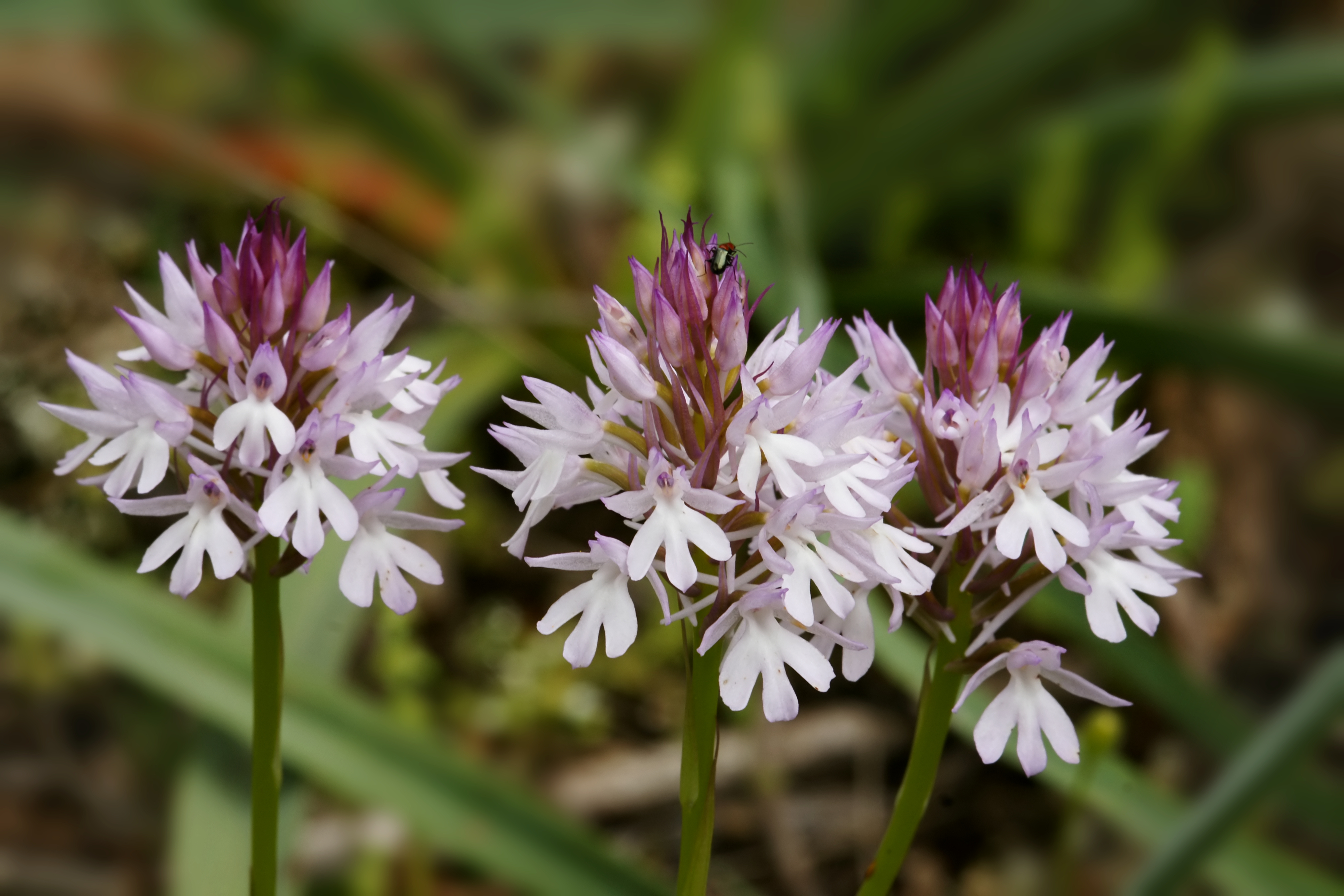
Anacamptis pyramidalis
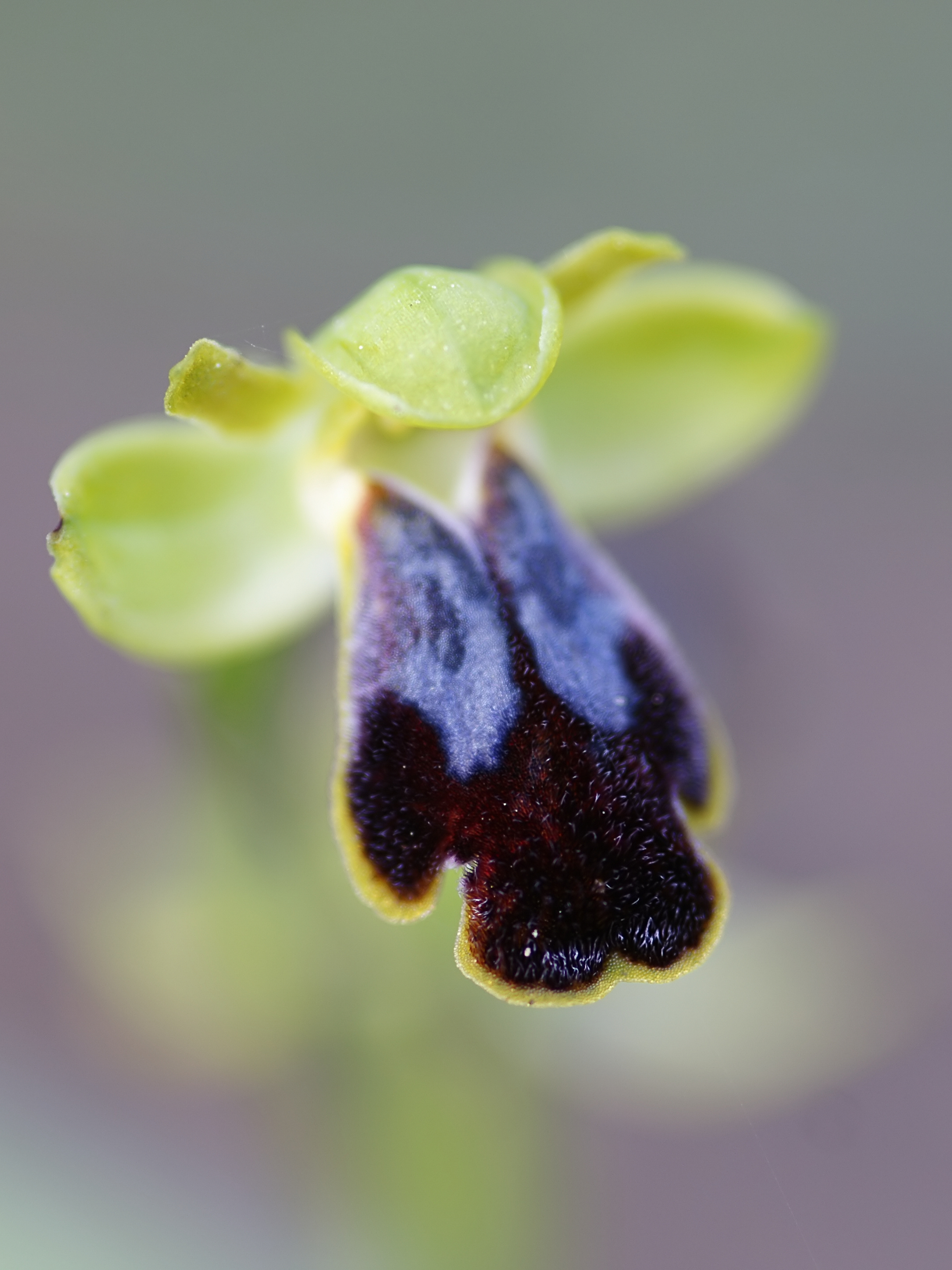
Ophrys fusca
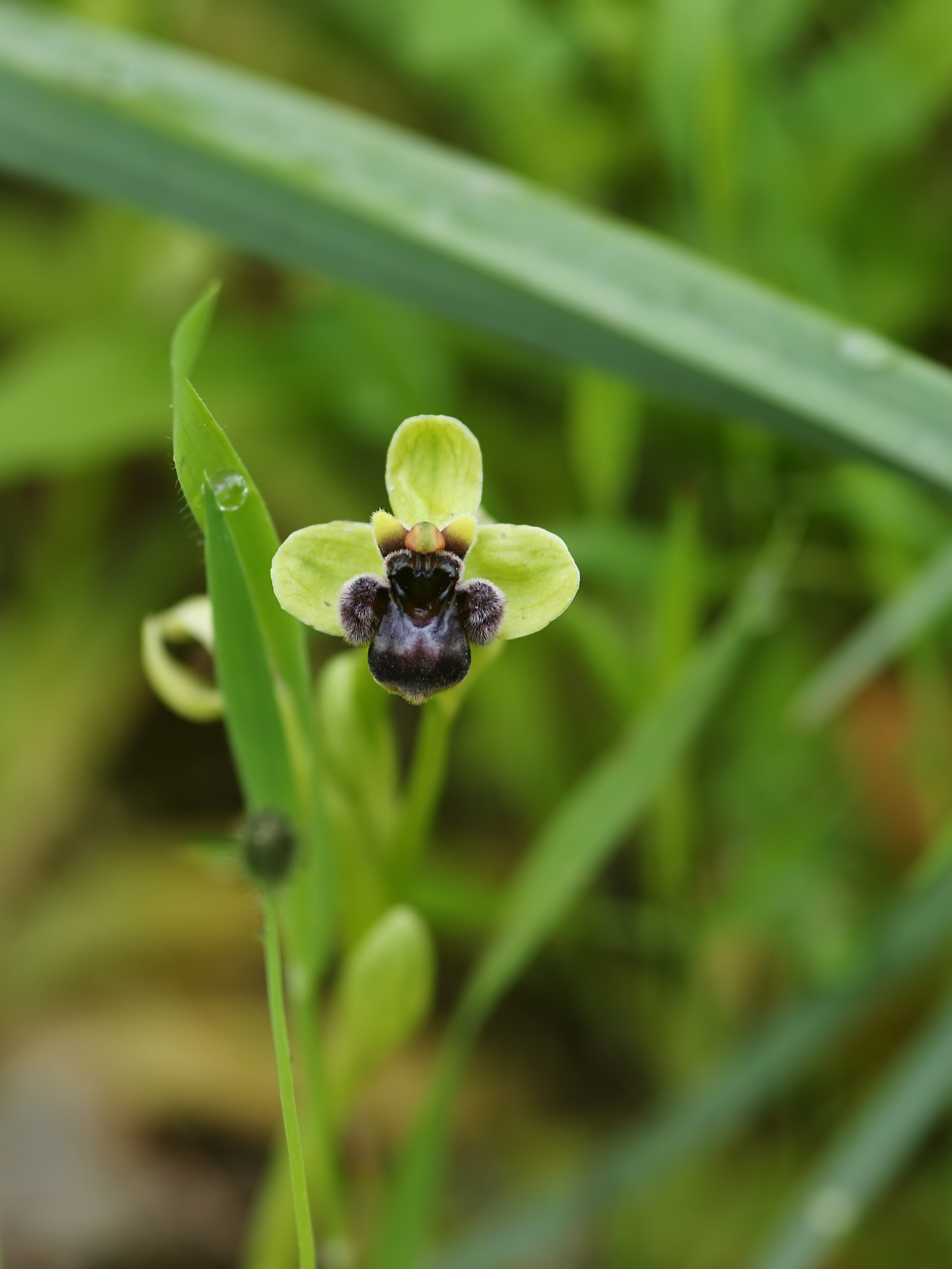
Ophrys bombyliflora
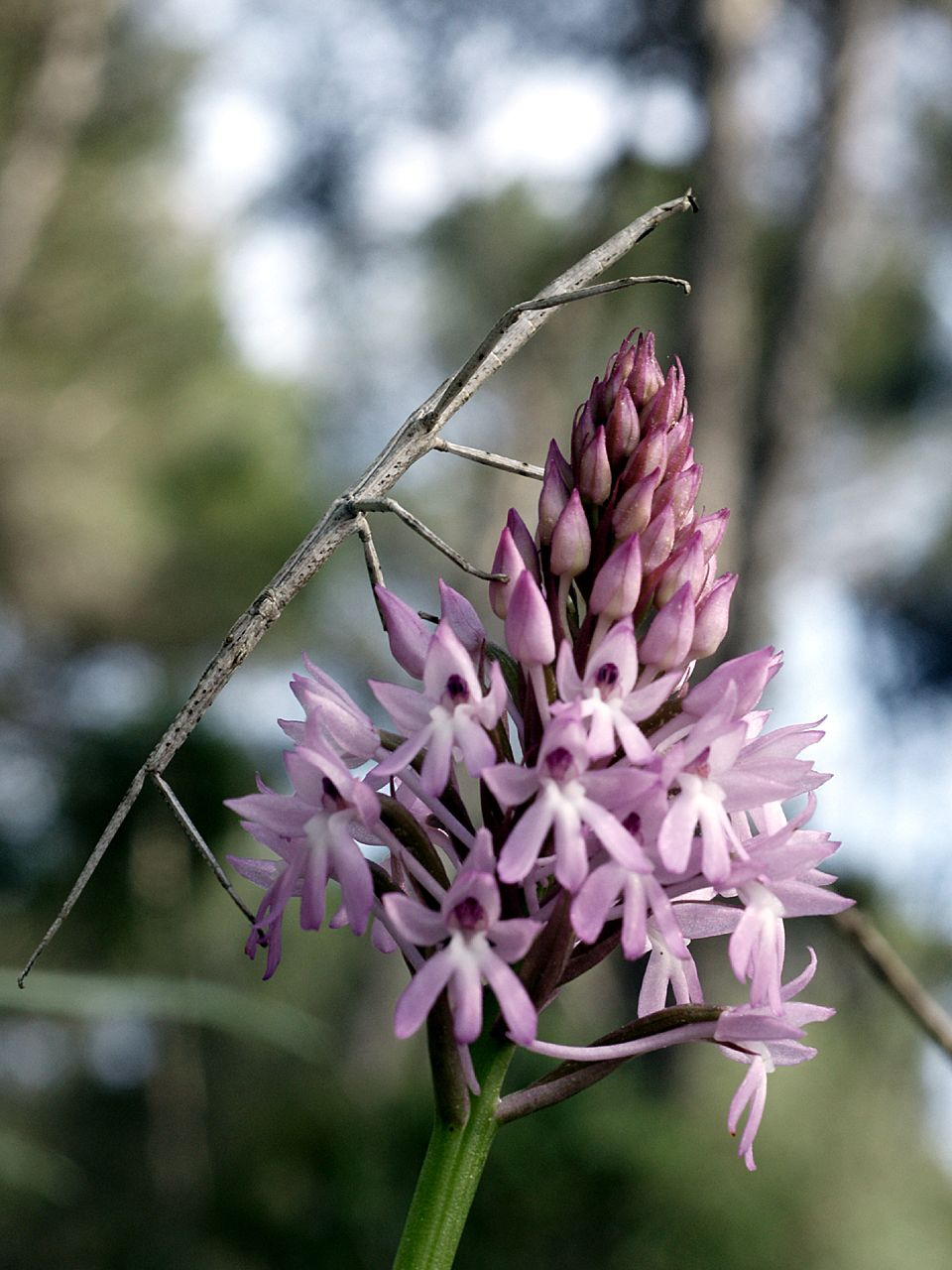
Un fàsmid sobre la inflorescència d'Anacamptis pyramidalis
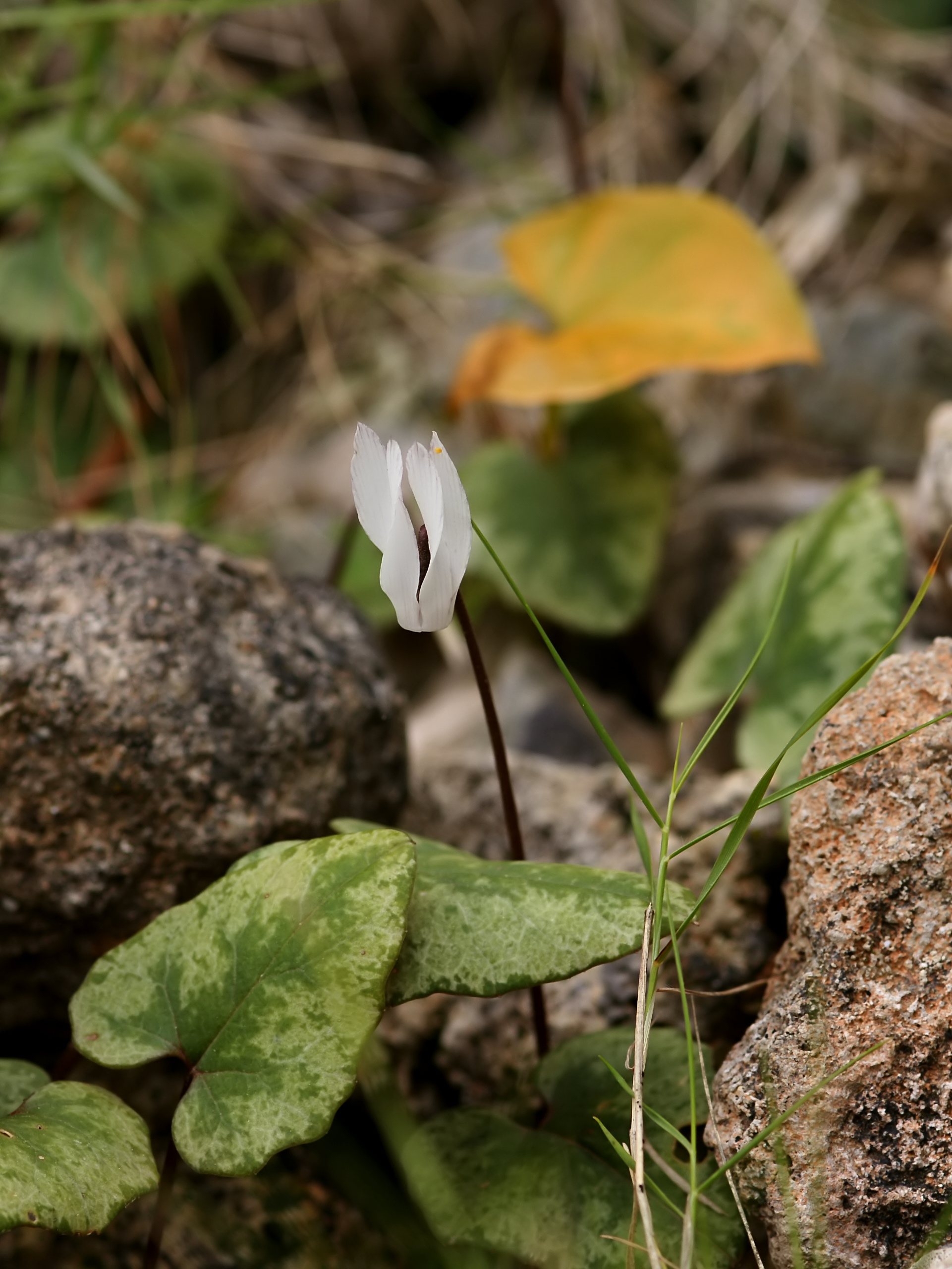
Cyclamen balearicus

## Itineraris[6]
- Itinerari del mirador de sa Font de n'Alis: Des del mirador i a la nostre esquerra, albiram el tram final del torrent, on es forma estany abans d'arribar a la mar; a la dreta s'hi poden apreciar com dos torrents procedents de punts oposats s'ajunten en un de sol, el procedent llevat és el torrent des Jai, el que arriba des del ponent és el torrent de ses Coves del Rei.
- Itinerari de la volta de sa Guàrdia d'en Garrot: la costa d'aquesta correspon a plataformes calcàries formades davall la mar durant l'era terciària, en el període miocè, entre vint-i-cinc milions d'anys enrere.
- Itinerari de s'Amarador: Transcorre principalment per la vorera de l'Estany de s'Amarador, i pe el qual se podem observar els paisatges de zona humida, garriga, i cultius de secà.
- Itinerari de Sa Punta de Ses Gatoves: es tracta d'un itinerari adaptat a persones amb discapacitat de mobilitat, que transcorre pel savinar costaner, i on se pot contemplar la morfologia del litoral del sud de Mallorca, i elements etnològics antics.
- Itinerari de s'Hort den Metge: L'itinerari comença al fons de la platja de s'Amarador. Durant el recorregut e poden observar sínies i síquies antigues restaurades, horts, garriga i cultius de secà.

## Galeria d'imatges

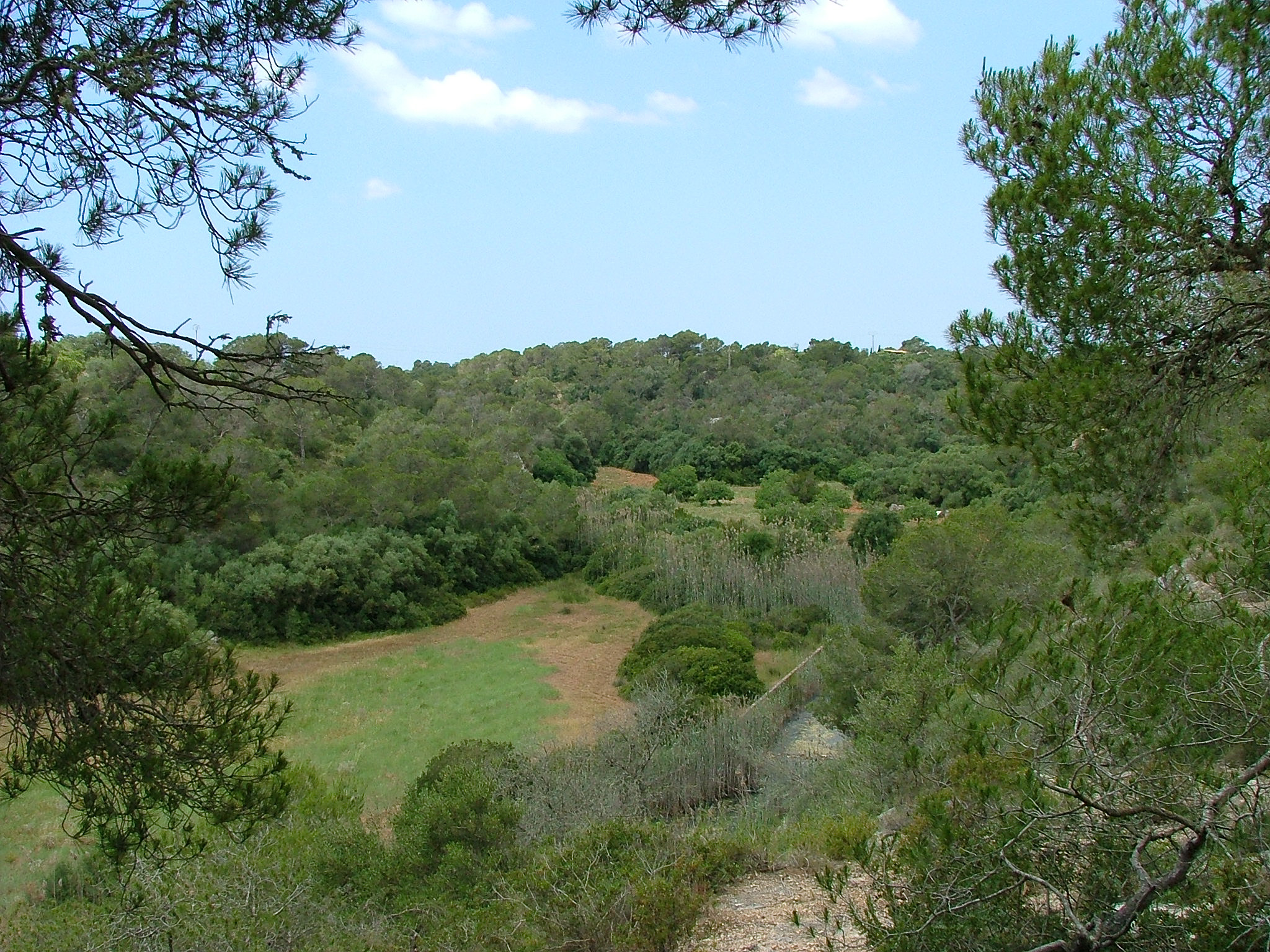
El Torrent d'en Roig.
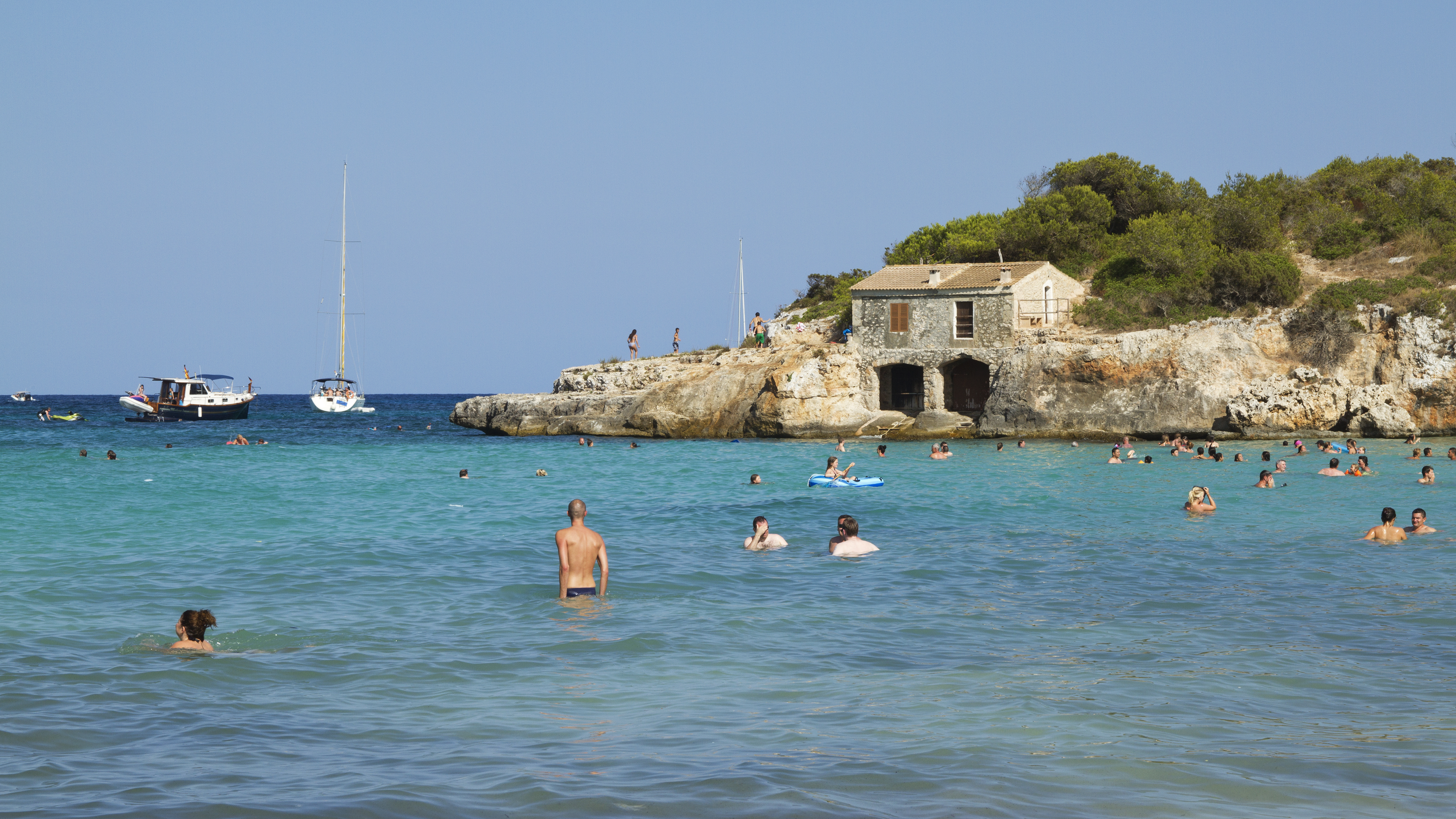
S'Amarador
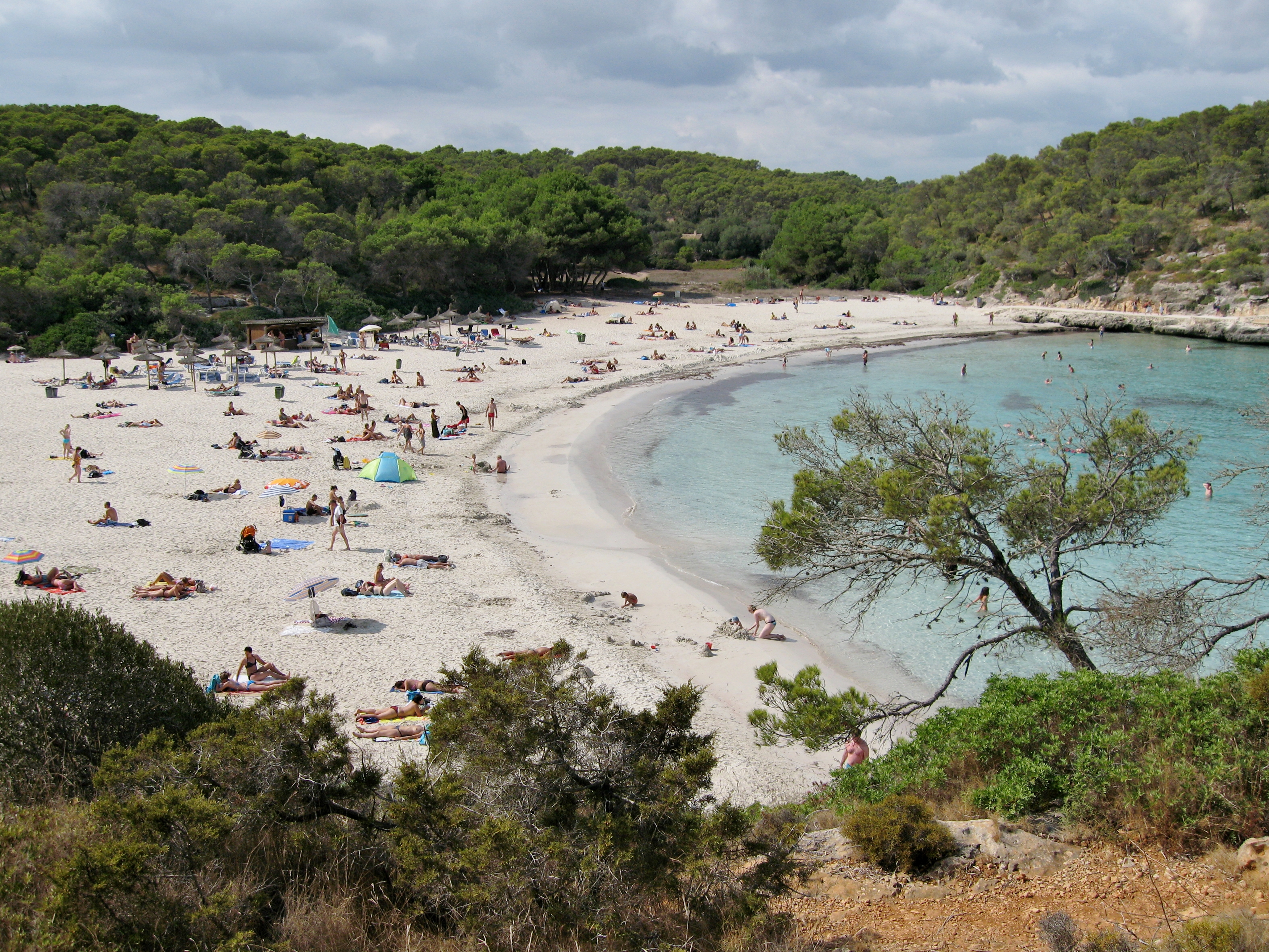
S'Amarador
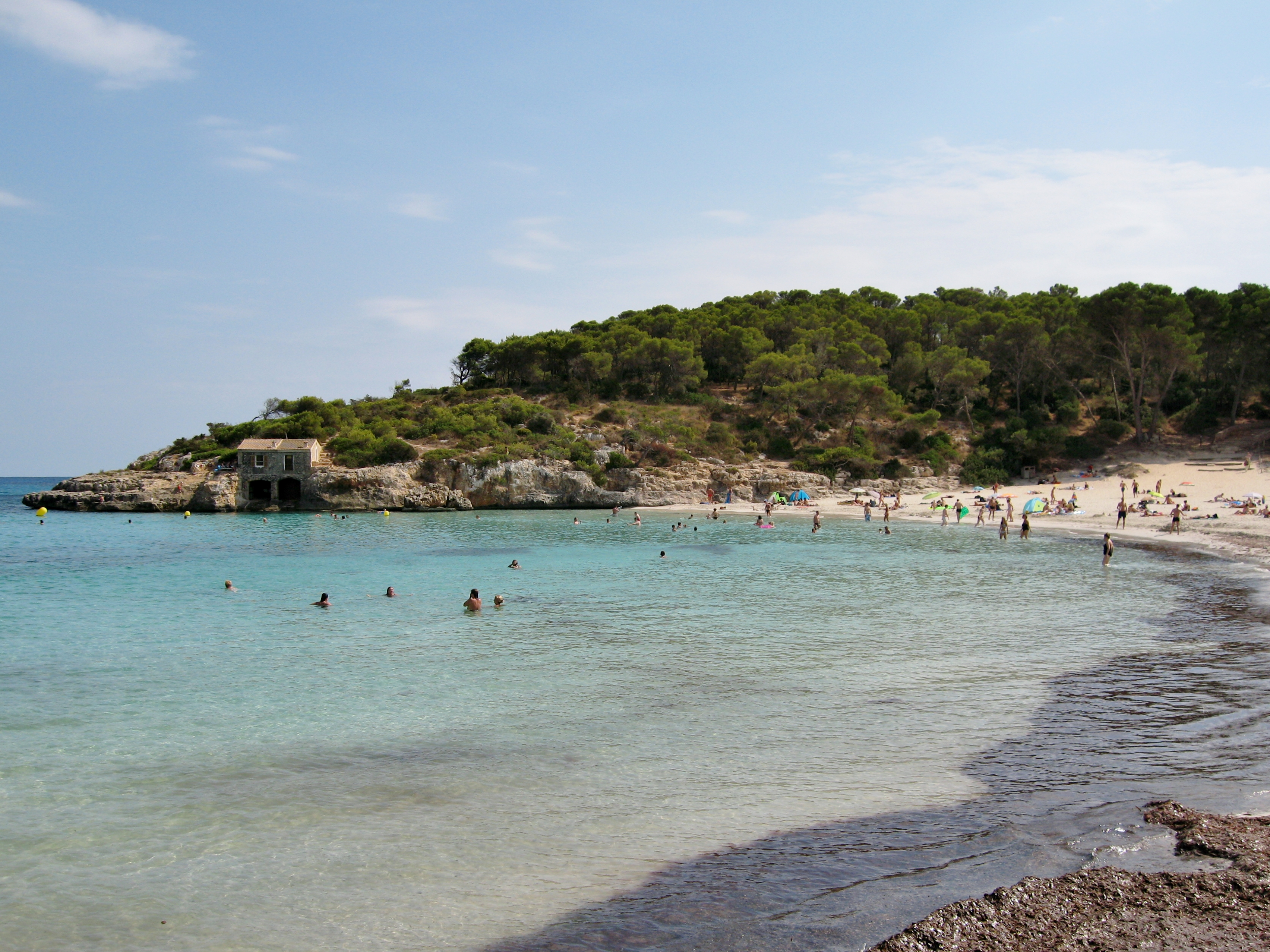
S'Amarador
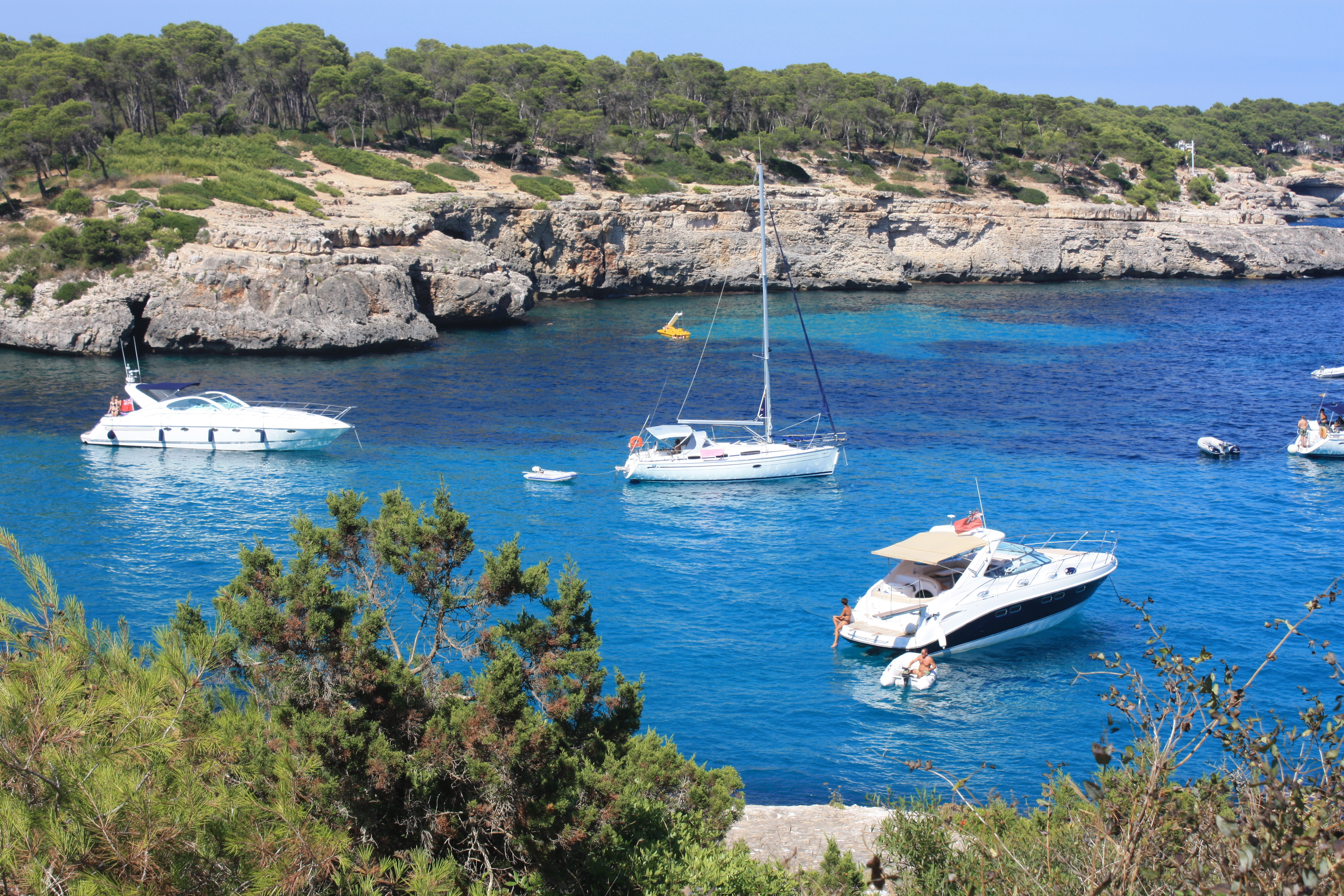
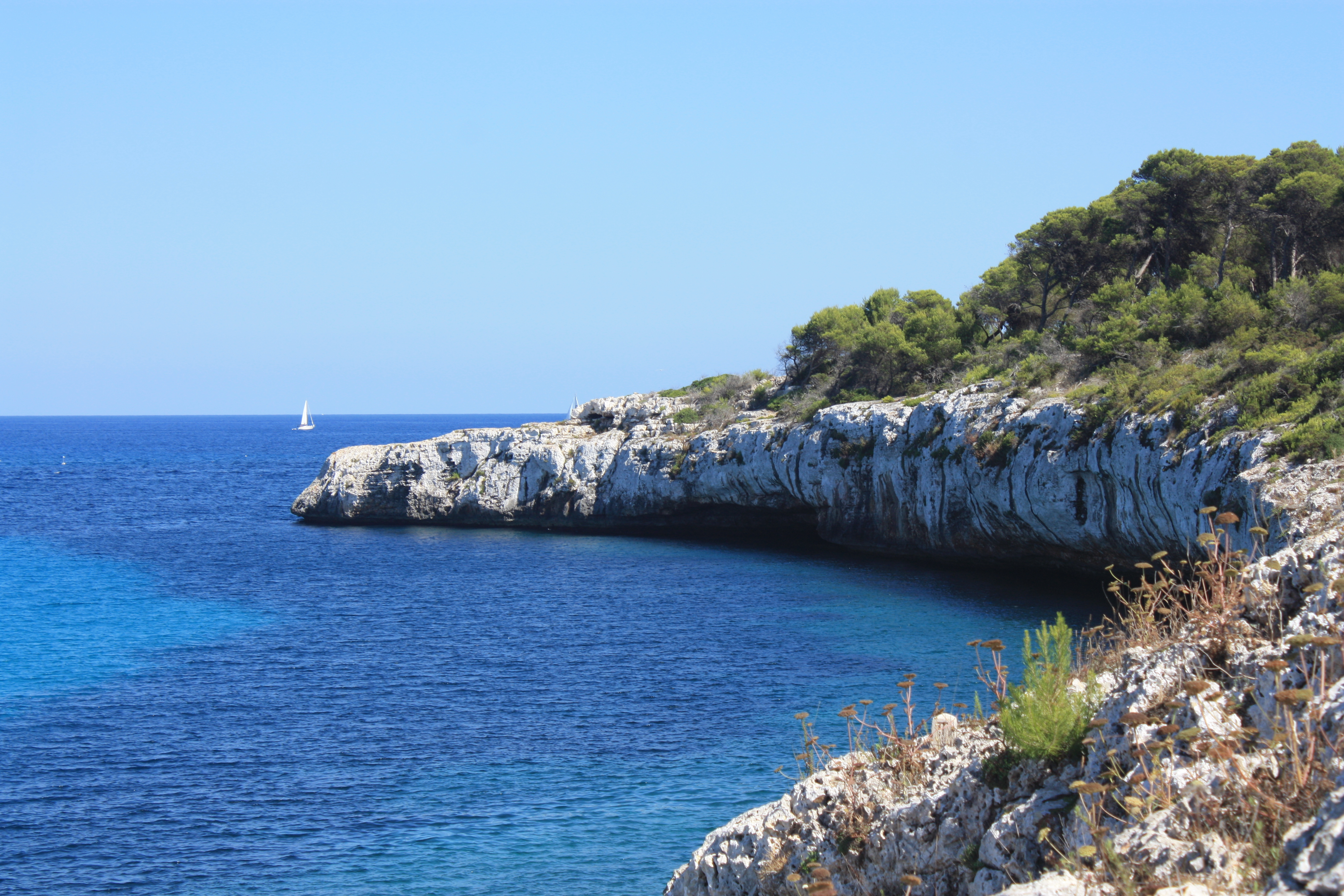
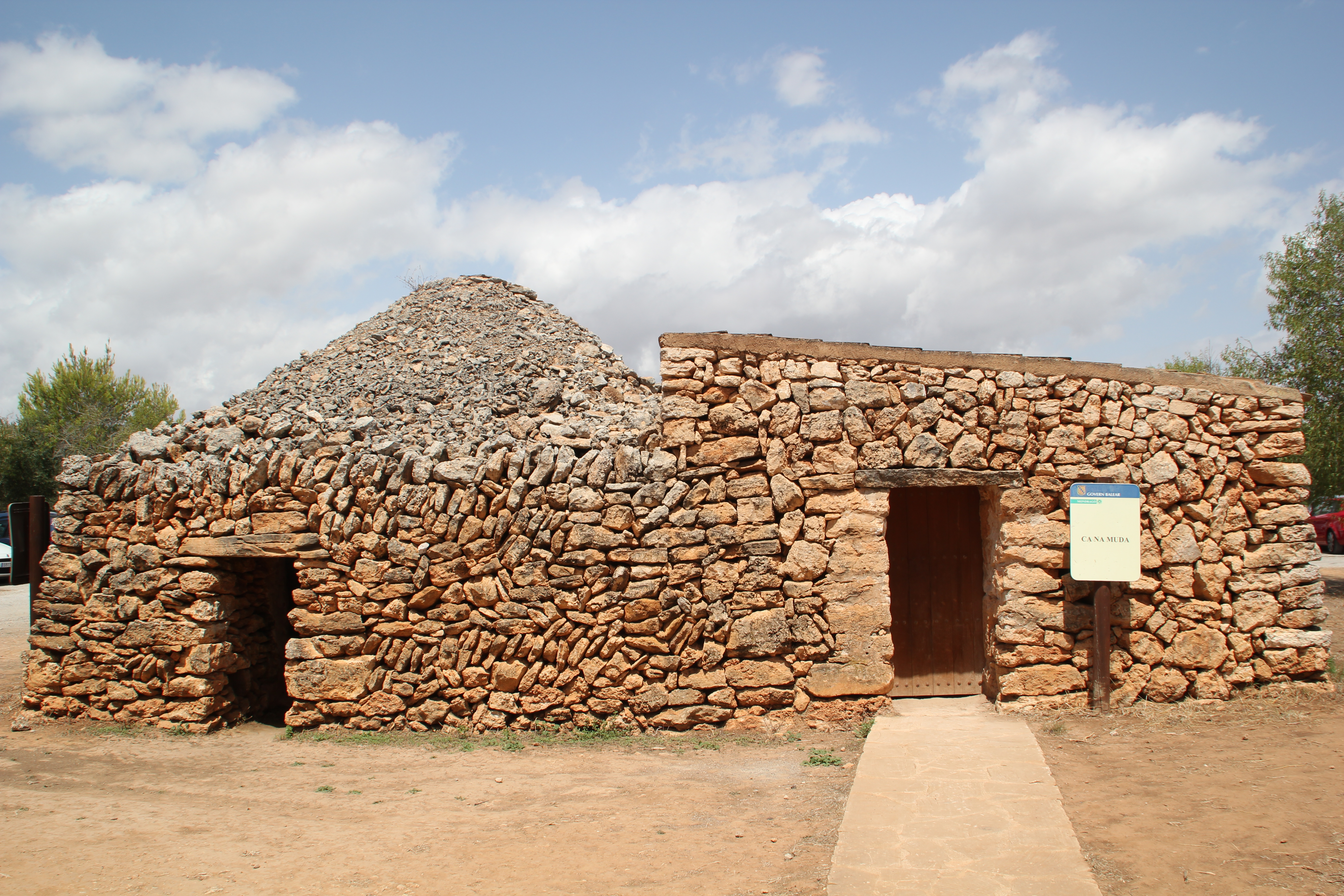
Ca na Muda